# 레슬리 하워드
레슬리 하워드(Leslie Howard, 1893년 4월 3일 ~ 1943년 6월 1일)는 영국의 배우이다. 《바람과 함께 사라지다》(1939)에서 여주인공 스칼렛 오하라의 마음을 애태우게하는 남부 신사 애슐리 윌크스 역으로 출연했고, 영화 피그말리온 (1938)으로 베니스 국제영화제에서 남우주연상을 수상했다. 1943년 6월 1일 제2차 세계대전 당시 포르투갈 위문 공연을 끝내고 영국으로 돌아오던 중 대서양 상공에서 영국해외항공 777편 격추 사고로 사망했다.

## 경력

### 데뷔
레슬리 하워드는 1893년 영국인 어머니와 주식 중매인인 헝가리계 유대인 이민자 아버지 밑에서 영국 런던에서 태어났다. 대학 졸업 후 은행에서 근무했지만, 제1차 세계 대전이 발발하자 공군에 입대했다. 그러나 전투피로증에 의한 후유증으로 1916년 제대했다. 담당의사는 치료의 일환으로 연극활동을 제의했고 은행업무에 따분함을 느꼈던 그는 은행을 벗어나 연극에 눈을 돌리면서 점차 배우로서 제2의 인생을 시작했다. 달콤한 마스크, 장신의 날씬한 몸매와 뛰어난 연기로 일약 연극무대의 톱스타로 자리매김하였고, 점차 무대를 영화쪽으로 넓혀 갔다. 1933년 로맨틱 코미디 '버클리 스퀘어'로 아카데미 상에 첫 노미네이트, 이듬해 「인간의 굴레(Of Human Bondage)」에 출연해, 베티 데이비스와 함께 또 다시 큰 주목을 받았다. 「진홍의 꽃(The Scarlet Pimpernel)」에서는 촬영중 알렉산더 코르다의 부인 메르 오베른과의 불륜이 발각되기도 했다. 1936년에는 연극 작품있던 「화석의 숲(The Petrified Forest)에 험프리 보가트와 함께 출연해 자유분방한 주인공 앨런 역을 맡았다. 1936년판 <로미오와 줄리엣>에서는 43세의 나이에 청년 로미오역을 맡았다. 1938년 하워드의 대표작 중 하나가 된 「피그말리온」(훗날 '마이 페어 레이디'로 리메이크)에 출연했다. 히긴스 교수를 맡아 아카데미 시상식 남우주연상에 노미네이트, 베니스 영화제에서 남우주연상을 수상했다. 이듬해 1939년 대작 「바람과 함께 사라지다」에 출연해 주인공 스칼렛 오하라가 사모하는 애슐리 윌크스를 맡았다. 성실하지만 소심한 애슐리역에 하워드는 최적이었다.

### 죽음
제2차 세계 대전이 발발하자 각지에서 병사들을 응원하는 강연을 위해 뛰어 다녔다. 1943년 6월 1일, 포르투갈의 리스본에서 영국의 브리스톨에 도착하는 BOAC 777편(더글러스 DC-3, 기체명 G-AGBB)이 비스케이만의 공해상에서 독일 공군의 융커스 Ju-88C6의 공격으로 추락해 하워드를 포함한 승객과 승무원 17명 전원이 사망했다. (레슬리 하워드 탑승기 피격 사건)
제2차 세계 대전 당시 포르투갈은 중립국으로 리스본은 독일군과 연합국의 포로교환의 거점이었으며, 이로 인한 각국의 스파이가 난립해 활동하는 지역이기도 했다. 처칠이 하워드가 탑승한 여객기에 타고 있었다는 소문이 돌았는데, 이는 하워드의 매니저가 처칠과 비슷하게 생겼던 것으로 알려졌다. 사고 당시 실제 영국의 처칠수상은 프랑스령 알제리를 방문 중이었다. 독일 스파이는 영국으로 돌아오는 두 사람을 처칠 일행이라고 오인 판단해 사고기를 격추한 것으로 알려졌다.
이에 독일은 하워드가 영국 첩보부의 스파이였다고 의심을 하였고, 영국은 이를 사실이 아니라고 일축했다.

## 주요 출연 작품
- 피그말리온 (1938년)
- 바람과 함께 사라지다 (1939년)